# James Edward Ferguson
James Edward Ferguson, né le 31 août 1871 et mort le 21 septembre 1944 est un homme politique démocrate américain. Il est le 26e gouverneur du Texas entre 1915 et 1917. Plus tard, son épouse Miriam Ferguson devient la 29e et la 32e gouverneur du Texas (entre 1925 et 1927 puis entre 1933 et 1935), étant la deuxième femme à accéder à un tel poste aux États-Unis, après Nellie Tayloe Ross (elle aussi femme d'un précédent gouverneur). 
Candidat indépendant à l'élection présidentielle américaine de 1920, il obtient 0,2% des suffrages exprimés, son nom ne figurant sur les bulletins électoraux qu'au Texas (où il obtient 9,9% des suffrages exprimés).  

## Sources
- (en) Cet article est partiellement ou en totalité issu de l’article de Wikipédia en anglais intitulé « James E. Ferguson » (voir la liste des auteurs).